# Hercules Film Productions
Hercules Film Productions foi uma companhia cinematográfica estadunidense responsável por 15 filmes entre 1924 e 1929.

## Histórico
A primeira produção da companhia foi o filme A Fighting Heart, em 1924, e a última Bye, Bye, Buddy, em 1929. Produziu o seriado King of the Jungle, em 10 capítulos, lançado em julho de 1927, estrelado por Elmo Lincoln. Grande parte de seus filmes foi distribuída pela Bud Barsky Corporation.
A grande estrela do estúdio era Frank Merrill, além de Elmo Lincoln, Lila Lee e Cullen Landis.

## Filmografia
- A Fighting Heart (1924)[3]
- Reckless Speed (1924)
- Battling Mason (1924)
- Savages of the Sea (1925)
- Shackled Lightning (1925)
- Speed Madness (1925)
- Gentleman Roughneck (1925)
- The Hollywood Reporter (1926)
- Unknown Dangers (1926)
- Dashing Thru (1926)
- The Fighting Doctor (1926)
- Cupid's Knockout (1926)
- King of the Jungle (1927)
- The Little Wild Girl (1928)
- Bye, Bye, Buddy (1929)